# Острів Вільчека
Острів Вільчека (рос. Остров Вильчека) — острів архіпелагу Земля Франца-Йосифа, адміністративно належить до Приморського району Архангельської області Росії.
Названий на честь Йогана Непомука Вільчека.

## Географія
Найвища точка — льодовиковий купол висотою 187 метрів, розташований на північному заході острова. Друга по висоті точка також розташована на льодовиковому куполі. Її висота — 122 метри. Розташована на південному сході острова. Між цими двома куполами проходить льодовикова перемичка. Найвища точка землі — 42 метри. Вона знаходиться на крайньому заході острова, біля мису Шилінга.
Від льоду вільні кілька ділянок острова. Найбільша розташована на півдні. Там же знаходиться одне порівняно велике озеро, з якого в море витікає струмок, і кілька дрібніших. Друга за площею вільна ділянка розташована між мисом Шилінга і крижаним куполом. В основному скеляста. Третя ділянка знаходиться біля крайнього північного мису, складна галечниками.
Крайні точки острова: північ — мис Золотова, захід — мис Шилінга, південь — мис Оргель, крайній східний мис не має назви.

## Історія дослідження
1 листопада 1873 року острів Вільчека став першим островом архіпелагу Земля Франца-Йосифа, який відвідали люди — під час Австро-Угорської полярної експедиції.
На початку березня 1874 року від цинги помер машиніст Отто Криш (нім. Otto Krisch). Він був похований на острові. Могила розташована на південно-східних скелях острова, напис на хресті говорить: «Тут помер Отто Криш, машиніст австрійської експедиції на паровому судні „Адмірал Тегеттгофф“ 18.03.74 р. Прожив 29 років. Спокій душі твоїй.»
Також на острові була залишена запечатана капсула з повідомленням про нові відкриття.
5 серпня 1991 року німецьке судно «Dagmar Aaen» з експедицією Арведа Фукса відвідало острів. Вони виявили поховання і капсулу з записами, які, проте, не змогли прочитати. Документ був доставлений в Управління федеральної кримінальної поліції у Вісбадені. Там лист було розшифровано і підтверджено, що це повідомлення Юліуса Пайєра і Карла Вейпрехта. В даний час документ знаходиться в німецькому військово-морському музеї у Бремергафені.

## Прилегла акваторія
Острів омивається Баренцевим морем. Прибережні води глибокі, досягають 300 метрів. Недалеко від східного закінчення острова розташовані рифи Ескімоські . На півдні, на деякому віддаленні, знаходиться невеликий відокремлений острів Ламон, далі відкрите море.

## Топографічні карти
- Аркуш карти T-40-IV,V,VI о. Вильчека. Масштаб: 1 : 200 000. Стан місцевості на 1957 р. (рос.)